# ユーストン駅
ユーストン駅（ユーストンえき、英語：Euston station）は、ロンドン中心部北部の主要な鉄道駅であり、カムデン・ロンドン特別区にある。ロンドンで6番目に乗降客数の多いターミナルである。ネットワーク・レールの管理する18の旧イギリス国鉄の駅のうちの1つであり、ウェスト・コースト本線南の終着駅である。ユーストン駅はロンドンからウェスト・ミッドランズ、ノース・ウェスト・イングランド、ノース・ウェールズそしてスコットランドへの向かう際の玄関口である。地下鉄ユーストン駅に接続していて、同ユーストン・スクエア駅にも近い。これらの駅はすべてトラベルカード・ゾーン1内にある。

## 歴史
現在の駅舎は現代的なインターナショナル・スタイルだが、ユーストン駅はロンドンのターミナル駅の中で最も古い部類に入る。
駅と鉄道の経営は何度も変更され、駅の所有者は、ロンドン・アンド・バーミンガム鉄道（1837年-1845年）、ロンドン・アンド・ノース・ウェスタン鉄道（1846年-1922年）、ロンドン・ミッドランド・アンド・スコティッシュ鉄道（1923年-1947年）、イギリス国鉄（1948年-1994年）、レールトラック （1994年-2001年）、そしてネットワーク・レール（2001年-現在）と、目まぐるしく変わった。

### 旧駅舎

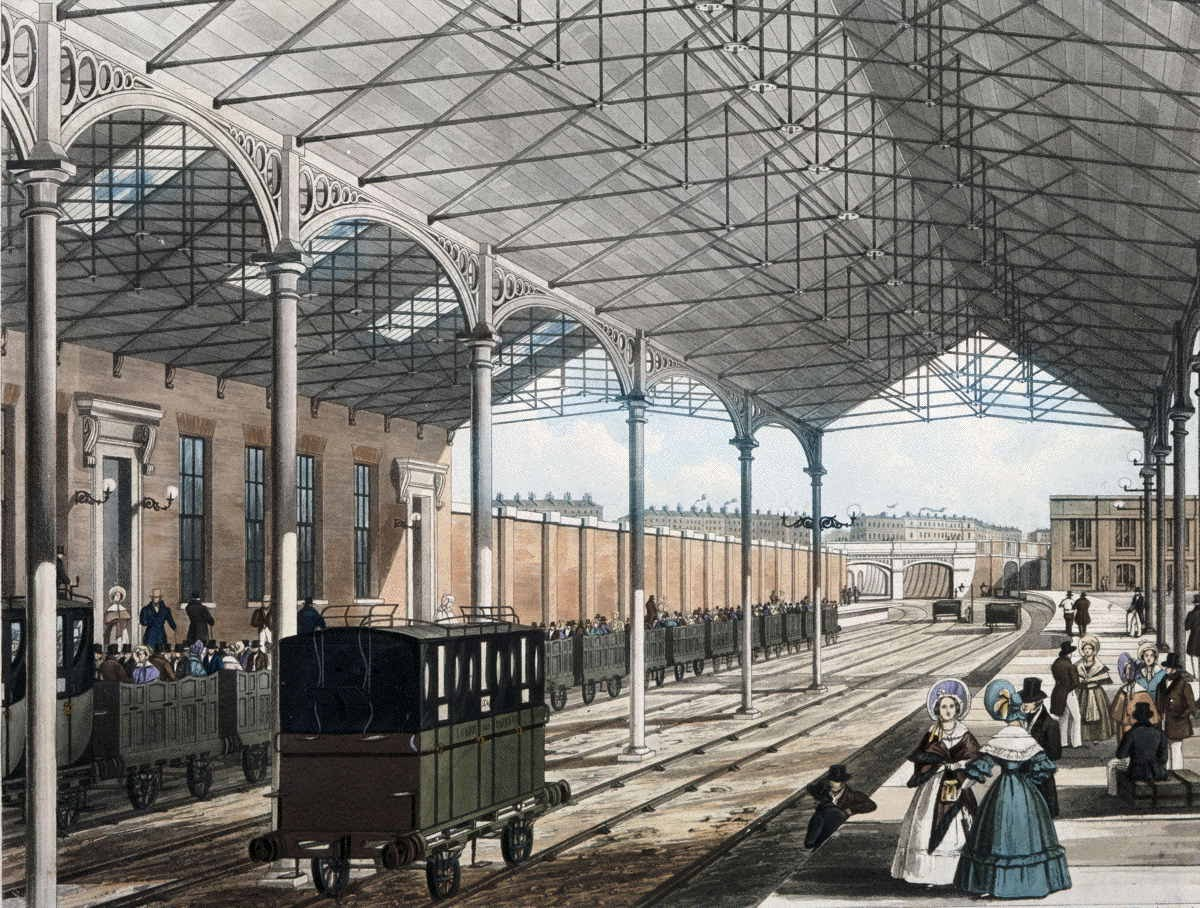
錬鉄製のトレイン・シェッドを持つ1837年のユーストン駅を描いた絵

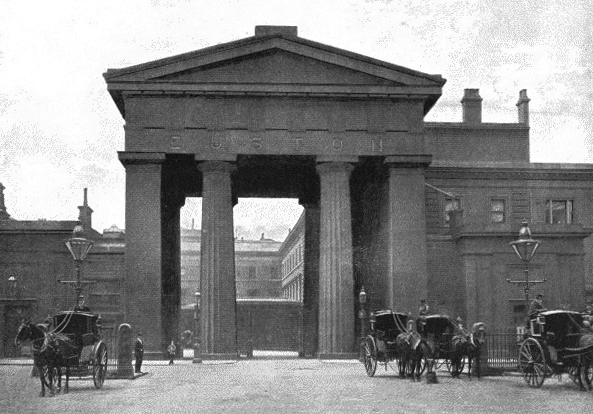
駅の入口にあったユーストン・アーチ（1896年の写真）

ユーストン駅は、ロンドン・アンド・バーミンガム鉄道の終着駅として、1837年7月20日に開業した。駅舎は古典主義建築家フィリップ・ハードウィック（Philip Hardwick）によって設計された。ハードウィックはまた、過去最大の高さ22メートル（72フィート）のドーリア式プロピュライアも設計した。それは駅の入口に立つポーティコ（古代建築の柱廊玄関）で、"ユーストン・アーチ"として有名である。トレイン・シェッドの設計は、技師のチャールズ・フォックス（Charles Fox）によるもので、長さ61メートル（200フィート）の錬鉄製だった。プラットフォームは出発と到着の2つしかなかった。
この鉄道の建設には著名な鉄道技師ロバート・スティーブンソンが関わっていた。興味深いことに、スティーブンソンの当初の計画はノース・ロンドンを通って現在キングス・クロス駅がある場所に終着駅を設ける、というものであったが、地主からの激しい反対に遭い断念していた。
ユーストンとカムデン・タウンの間には運河を渡る橋があり、両側が急こう配となっていた。開業時にはこれを乗り越えられる機関車がなく、1844年まで、列車はケーブルで引き上げられていた。
この駅の利用者は急激に増加したため、1840年代に大規模な拡張工事が行われた。1849年には壮観な"グレート・ホール"が完成した。グレート・ホールはハードウィックの息子フィリップ・チャールズ・ハードウィック（Philip Charles Hardwick）設計の古典様式で建てられたコンコースで、長さ38メートル（126フィート）、幅19メートル（61フィート）、高さは20メートル（64フィート）あり、格間を施した天井とホール北側にある駅事務室へと導く大きな2つ階段を備えていた。壁にはロンドン、リヴァプール、マンチェスターなどの鉄道で結ばれる都市を表現した8つの彫像が埋め込まれていた。
その後も駅の拡張は継続的に行われ、1892年にはプラットフォームは15番線まで増えた。1914年にはタクシー乗り場を移設して、新しい切符売り場とホールが建設された。
旧駅舎はユーストン・ロードから離れており、ドラモンド・ストリートに面していた。ユーストン・スクエアからアーチへの短い道はユーストン・グローブと呼ばれ、ユーストン・ホテルとビクトリア・ホテルという2つのホテルがこの道の北側にあった。
"グレート・ホール"にあったジョージ・スティーブンソンの像と駅舎取り壊しの際に発見された1846年製の転車台が、ヨーク のイギリス国立鉄道博物館に収蔵されている。ジョージ・スティーブンソンはロバート・スティーブンソンの父で蒸気機関車の発明者である。 

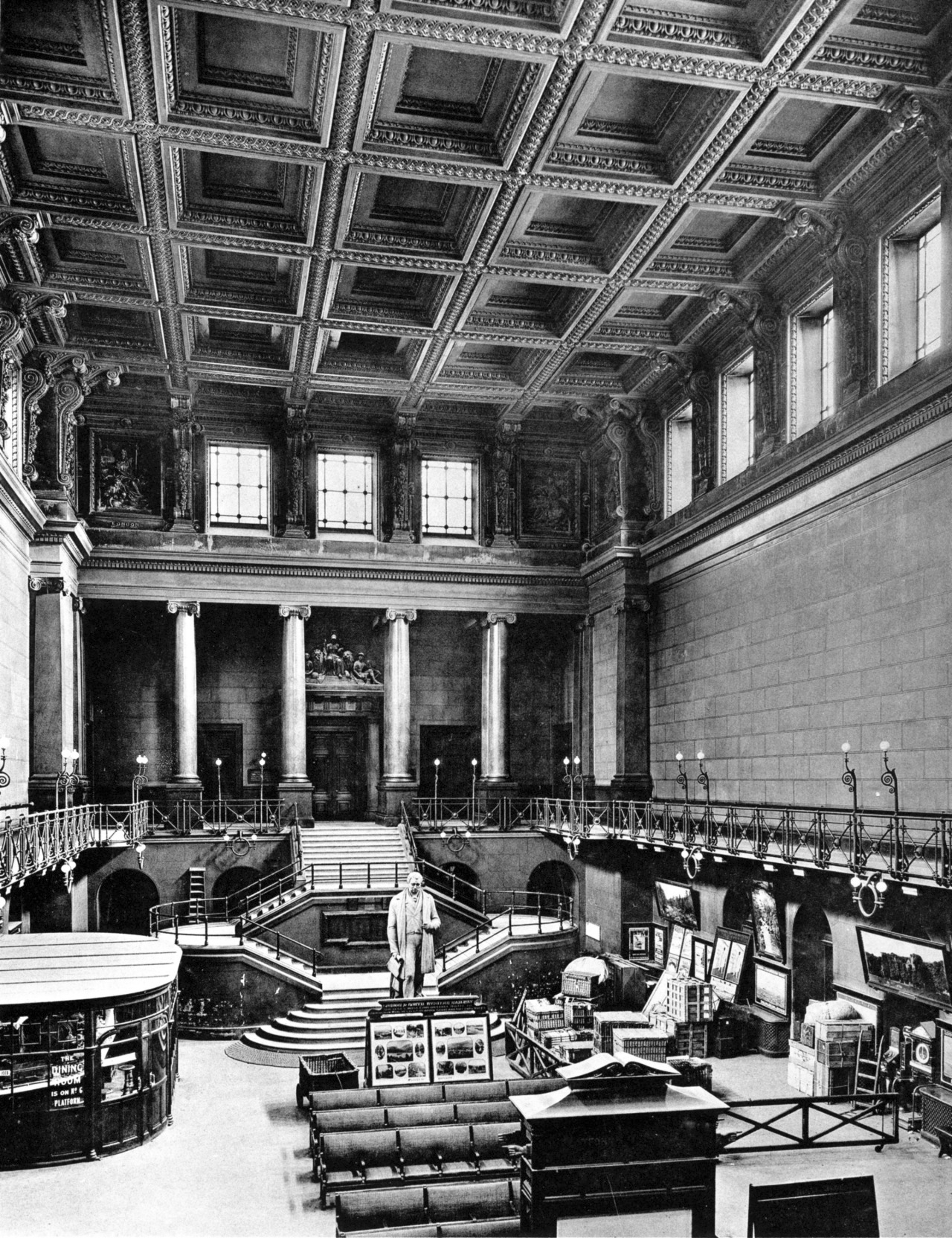
"グレート・ホール"　1914年
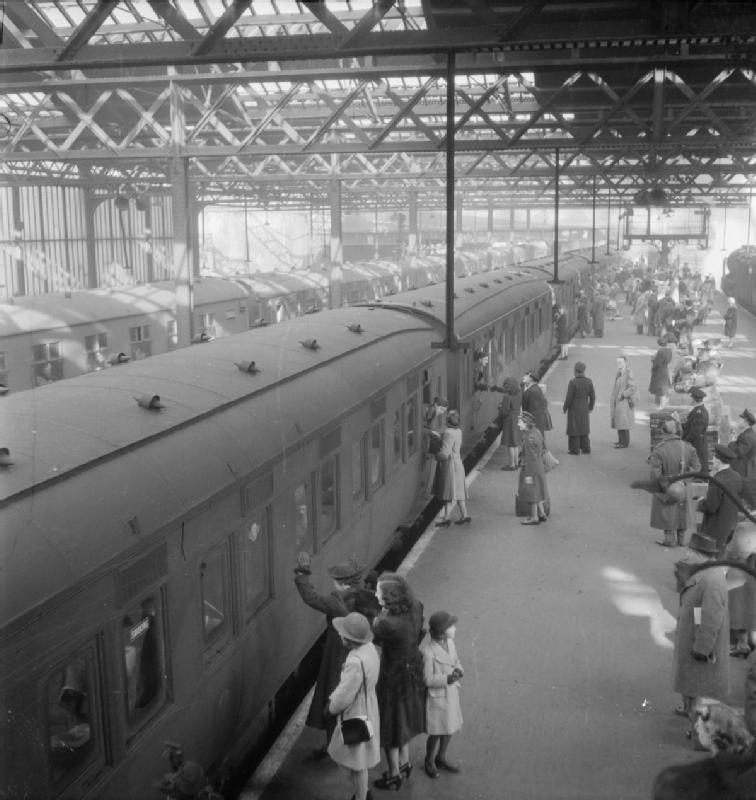
乗り場　1944年
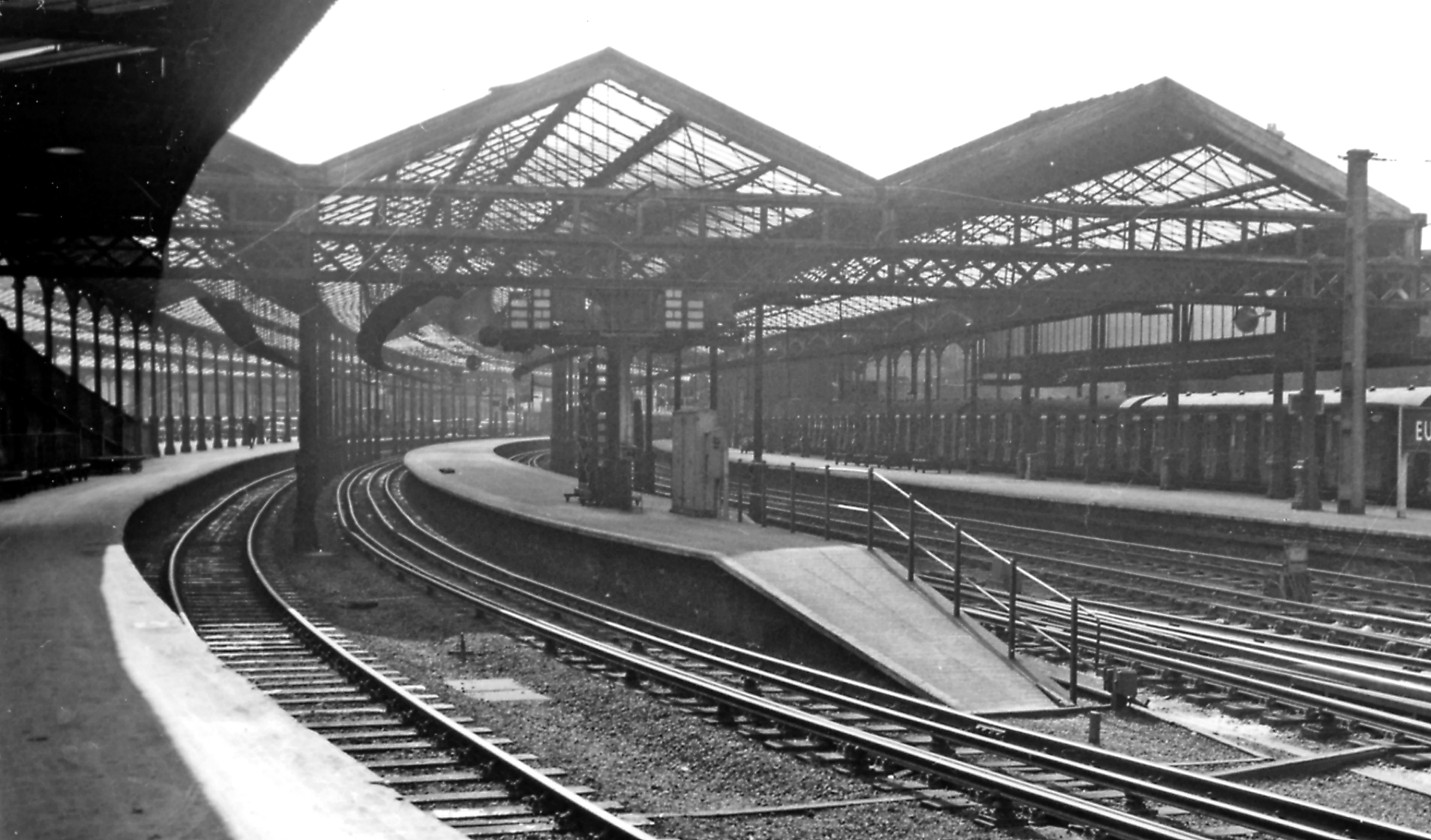
トレインシェッド　1962年
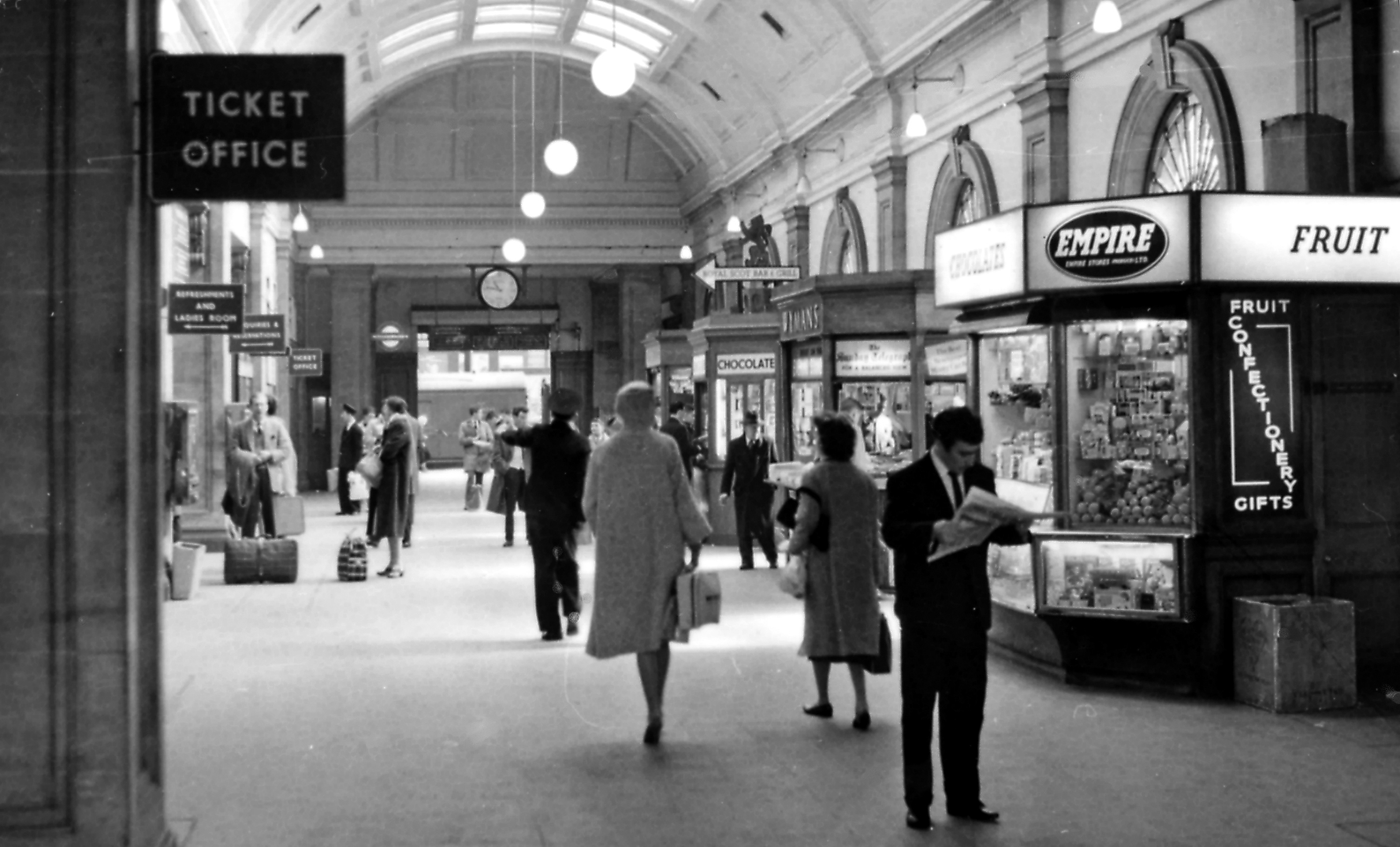
到着ホール　1962年

### 新駅舎

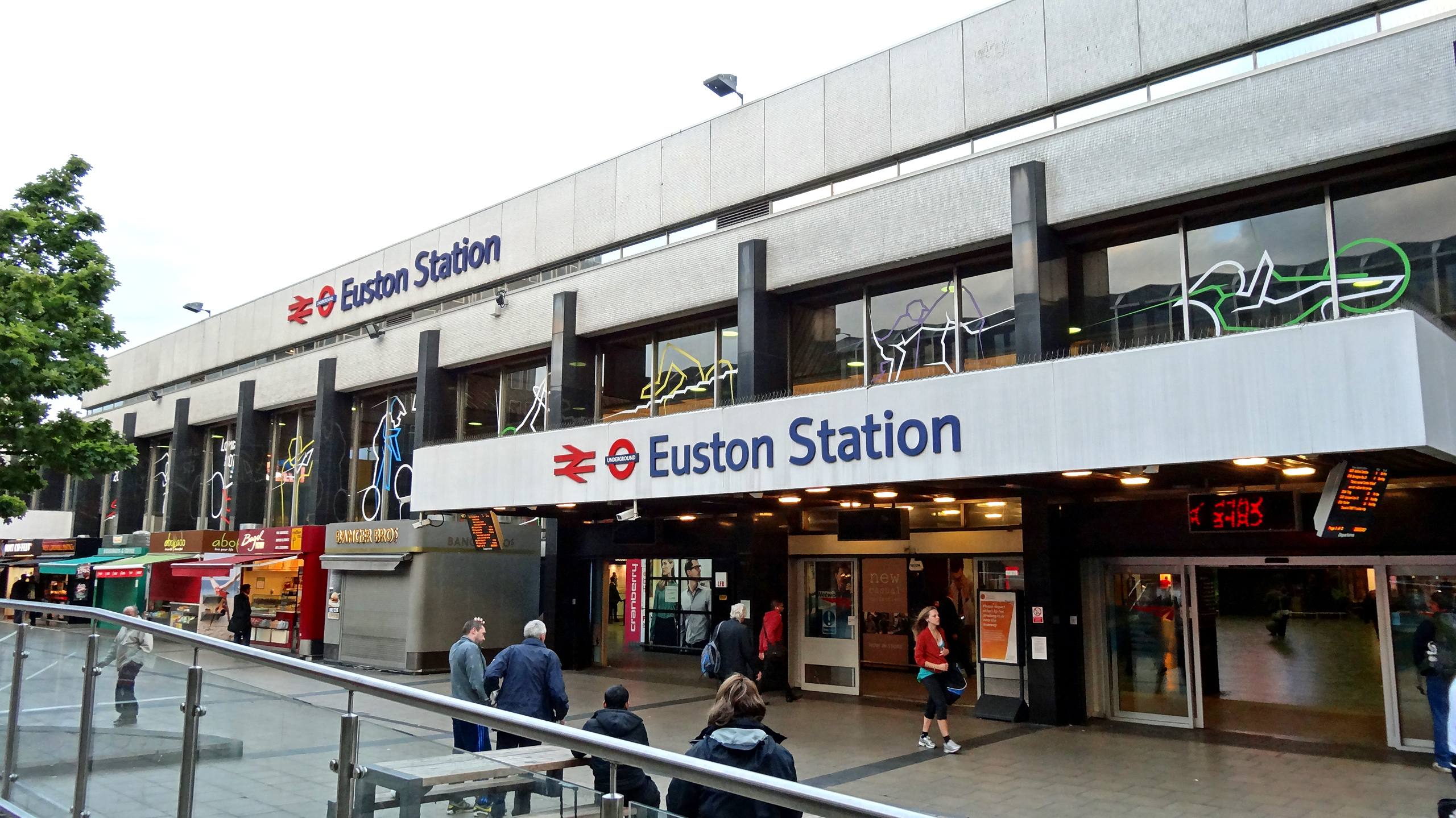
駅舎ファサード(2012年)

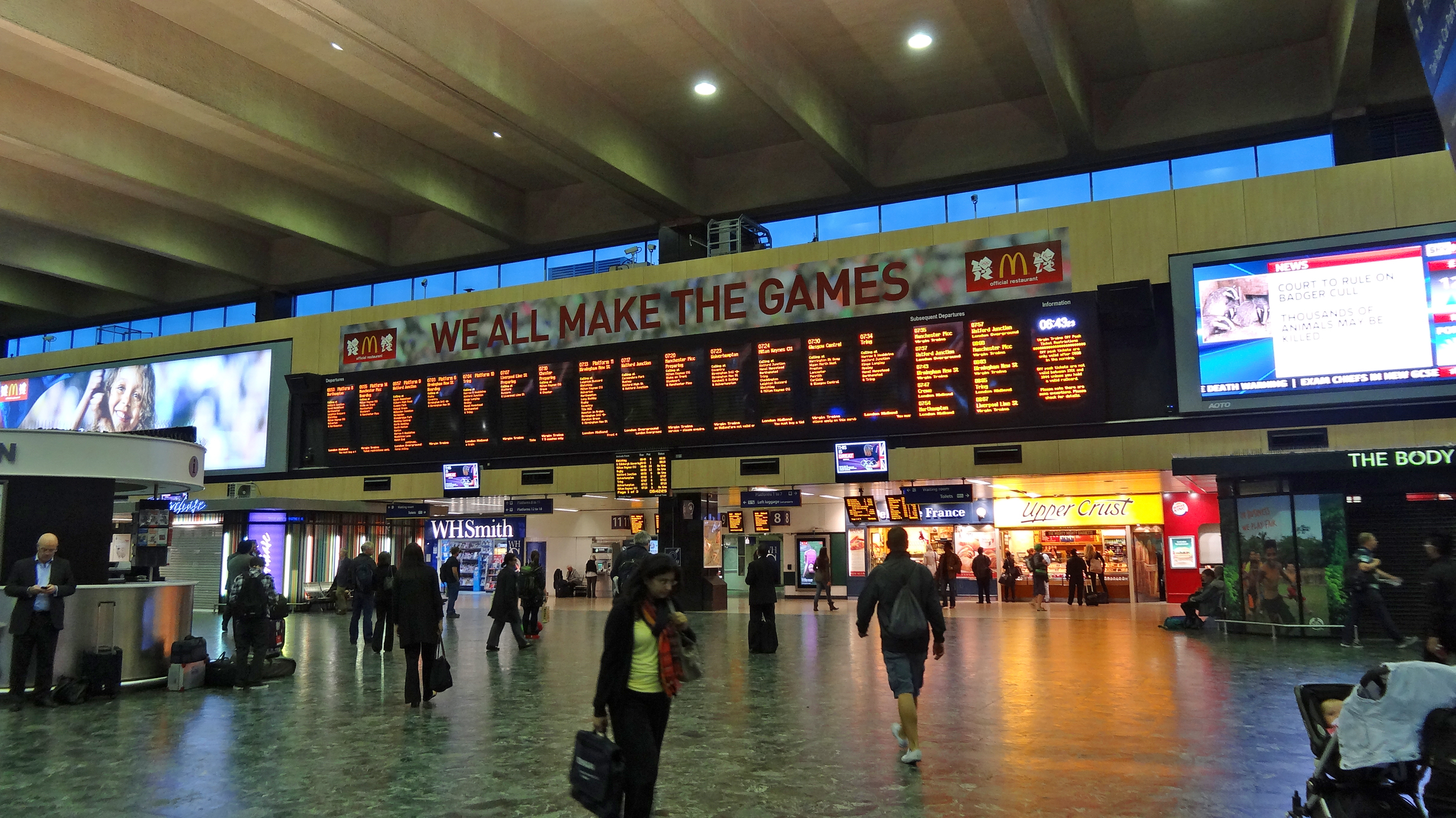
コンコース(2012年)

1960年代初頭、旧駅舎はもはや時代遅れで建て替えの必要があると判断された。反対運動が起きたが、ユーストン駅は北側にトンネルがあり、駅舎のある南側にしか拡張できない事情があり、計画は承認された。駅の建て替えはウェスト・コースト本線の電化に合わせて行われ、新しい駅舎は 「電車の時代」の幕開けを象徴するようにデザインされ、古典主義的な装飾は排除された。1962年から旧駅舎の取り壊しが始まり、1968年にエリザベス女王臨席のもと、新駅舎が完成した。
駅舎は長く低い構造で、駅正面の幅は197メートル（647フィート）もある。外装は機能性重視で、白いタイル、コンクリートそしてガラスが使われ、アクセントとして光沢のある黒い石材が埋め込まれている。内部には店舗や食堂のある大きなコンコースがあり、乗り場とは分離されている。出発時刻表示板は、利用者が混雑するプラットフォーム入口を避けられる位置に設置されている。コンコース下の通路は、近郊列車を降りた乗客が地下鉄に乗り換えるために利用されている。プラットフォームへの傾斜路にはメイン・コンコースをふさぐことなく乗客が並ぶための空間がある。駅には18のプラットフォームがあり、8番線から11番線はロンドン・オーバーグラウンドとロンドン・ミッドランド・コミューター・サービシズによって占有されていて、このため自動改札が設置されている。2つのプラットフォームは16両編成のカレドニアン・スリーパーが発着できるように特に長くなっている。自動改札のないプラットフォームでは時々駅員による切符の確認が行われる。
旧駅舎の面影は僅かしか残っていない。ユーストン・ロードにある2つのポートランド石でできたエントランス・ロッジと戦争記念碑だが、それらは旧駅舎の取り壊しに反対した人々を納得させるものではなかった。エントランス・ロッジの1つは1995年から2008年まで女性専用バーとして使われていた。旧切符売り場に立っていたカーロ・マロケッティ（Carlo Marochetti）によるロバート・スティーブンソンの彫像は、現在駅の正面に立っていて、露天売店を見下ろしている。駅舎正面はリチャード・サイフェルト（Richard Seifert）設計のオフィスビルの後ろに隠れている。中庭正面には「釣人」と呼ばれるエドゥアルド・パオロッツィの大きな彫像がある。中庭のまわりには、1990年代にネットワーク・レールの依頼により制作された、ポール・ド・モンショー（Paul de Monchaux）による石のベンチを含むパブリック・アートがある。

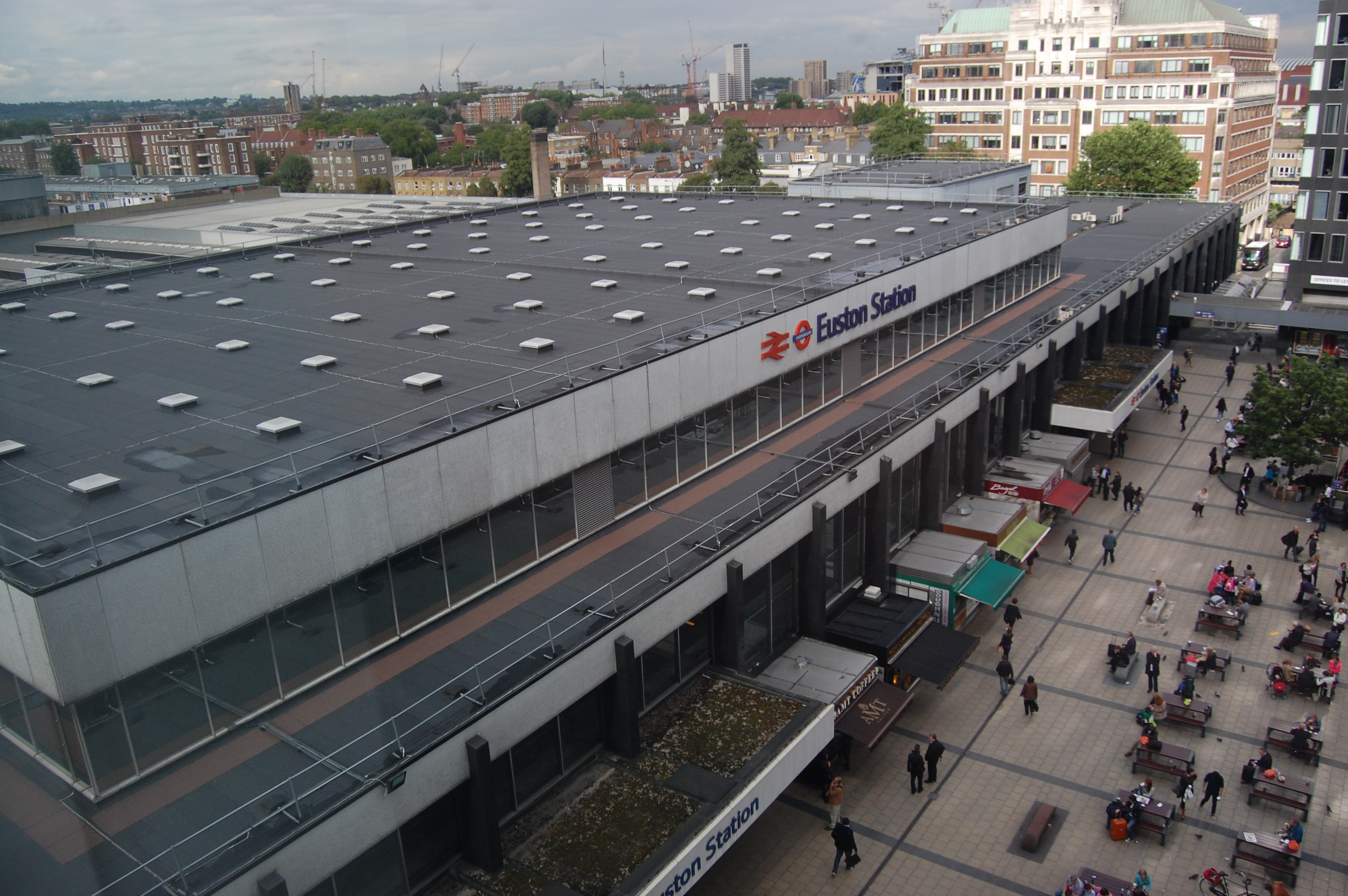
駅舎　上から
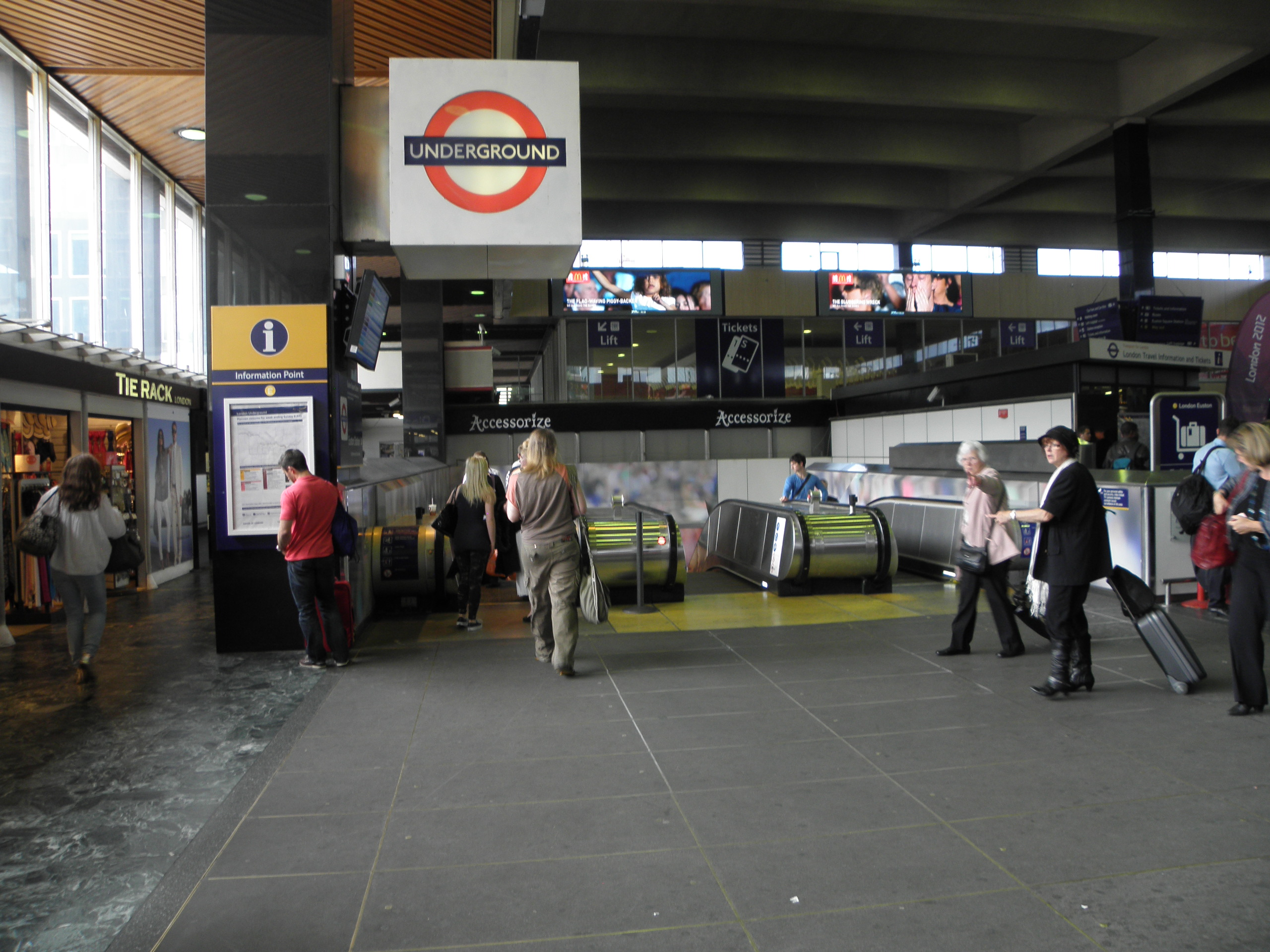
地下鉄乗換口
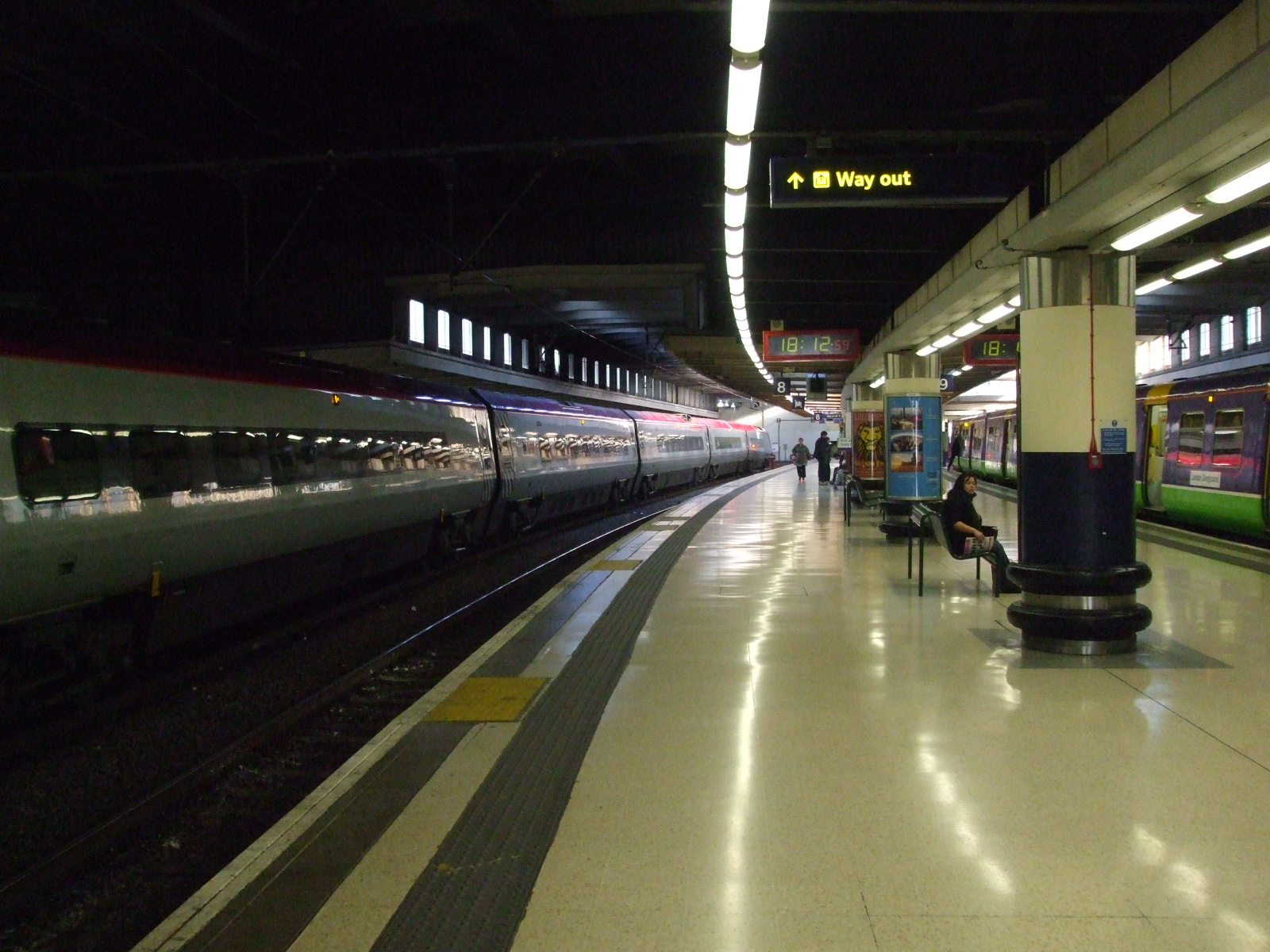
プラットフォーム
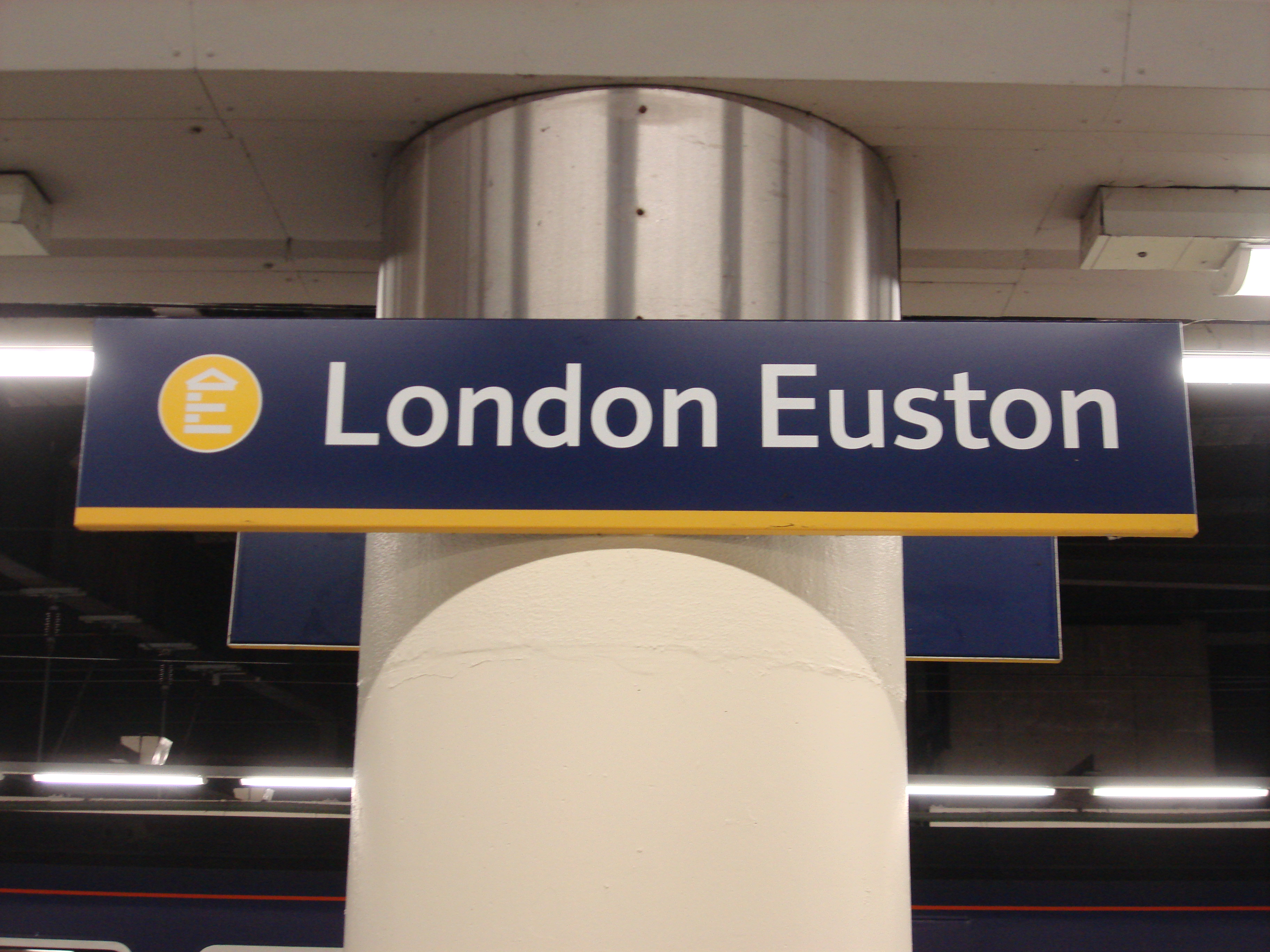
駅名標識
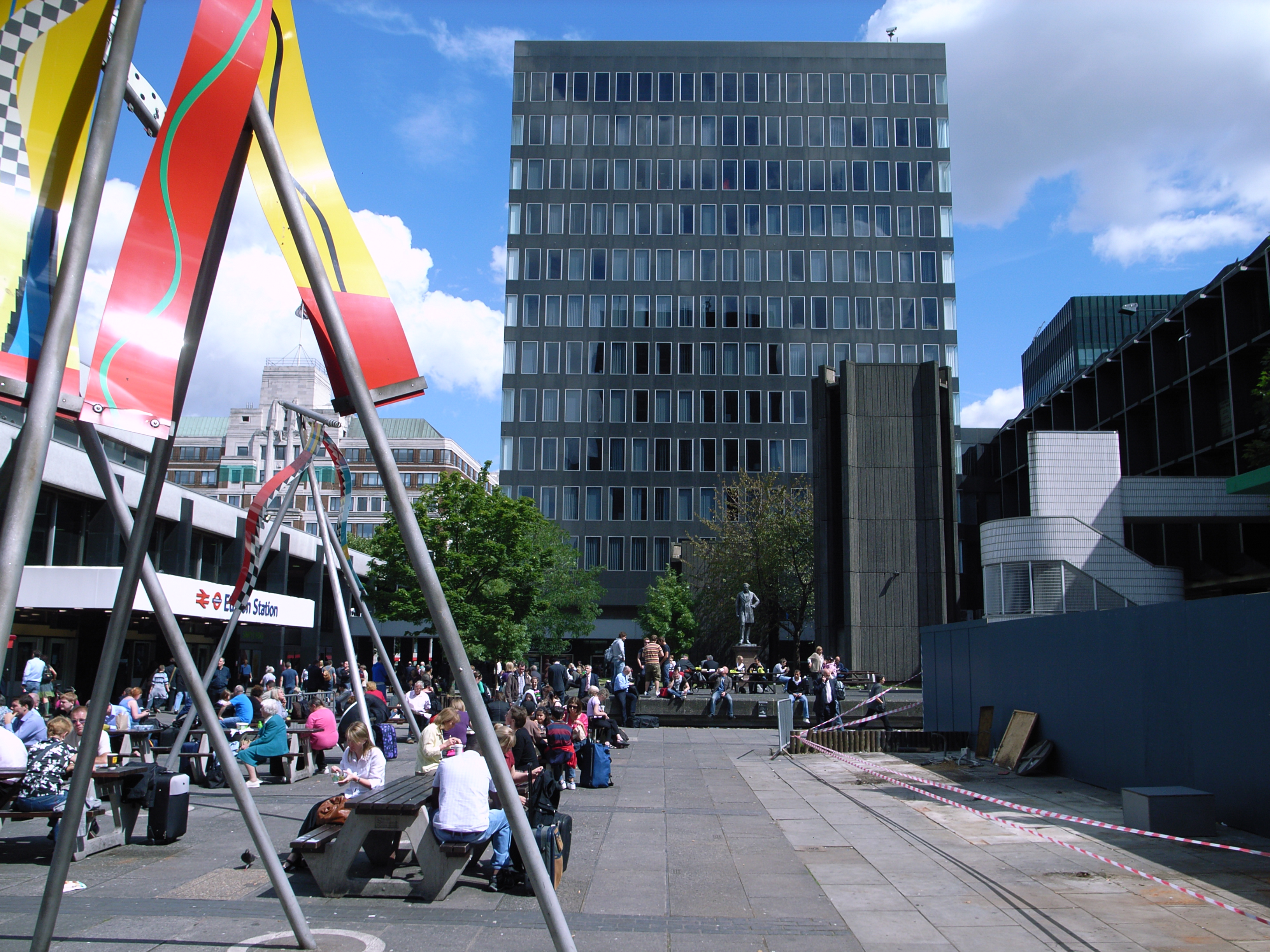
駅前広場とオフィスビル
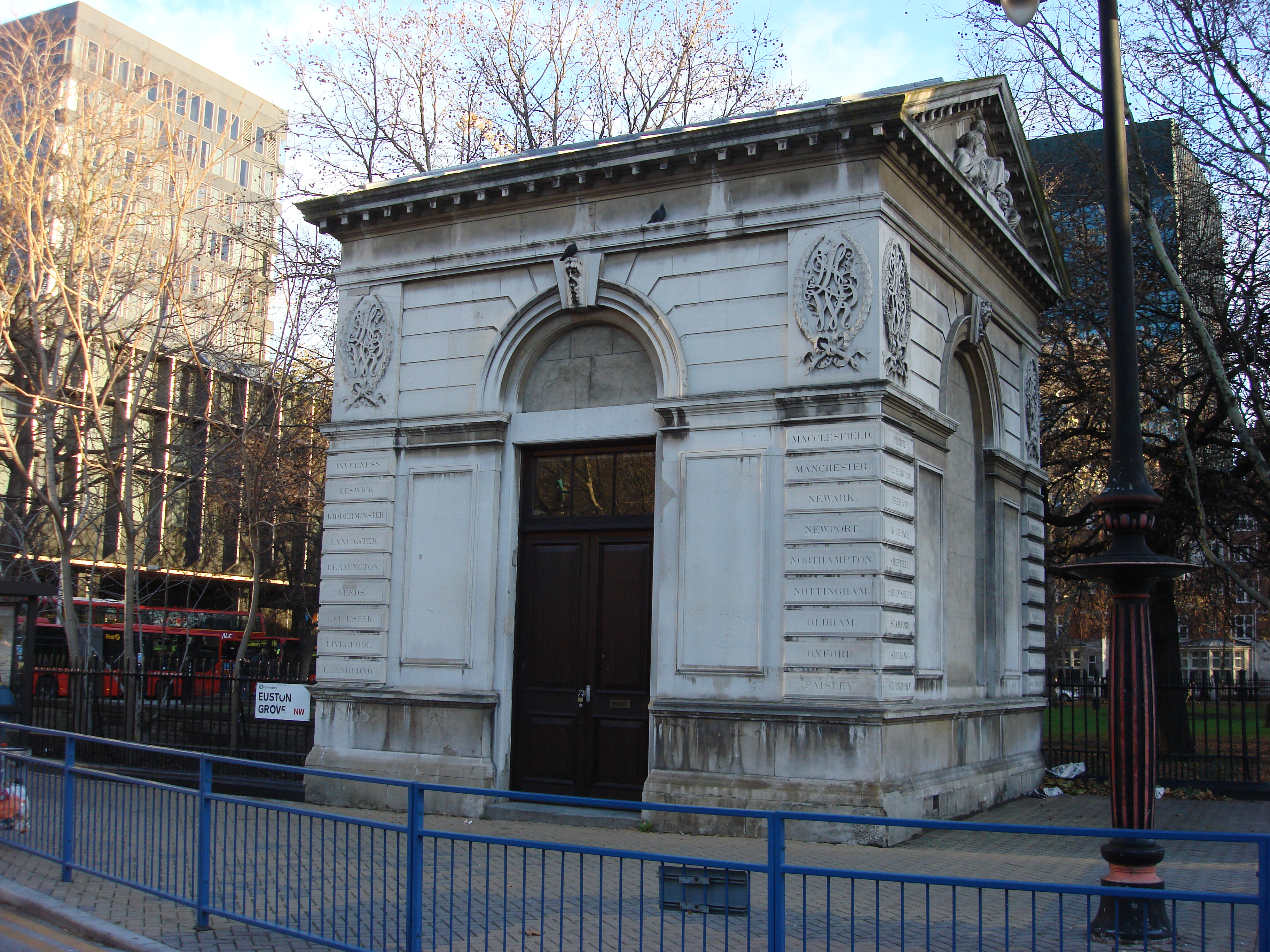
エントランス・ロッジ
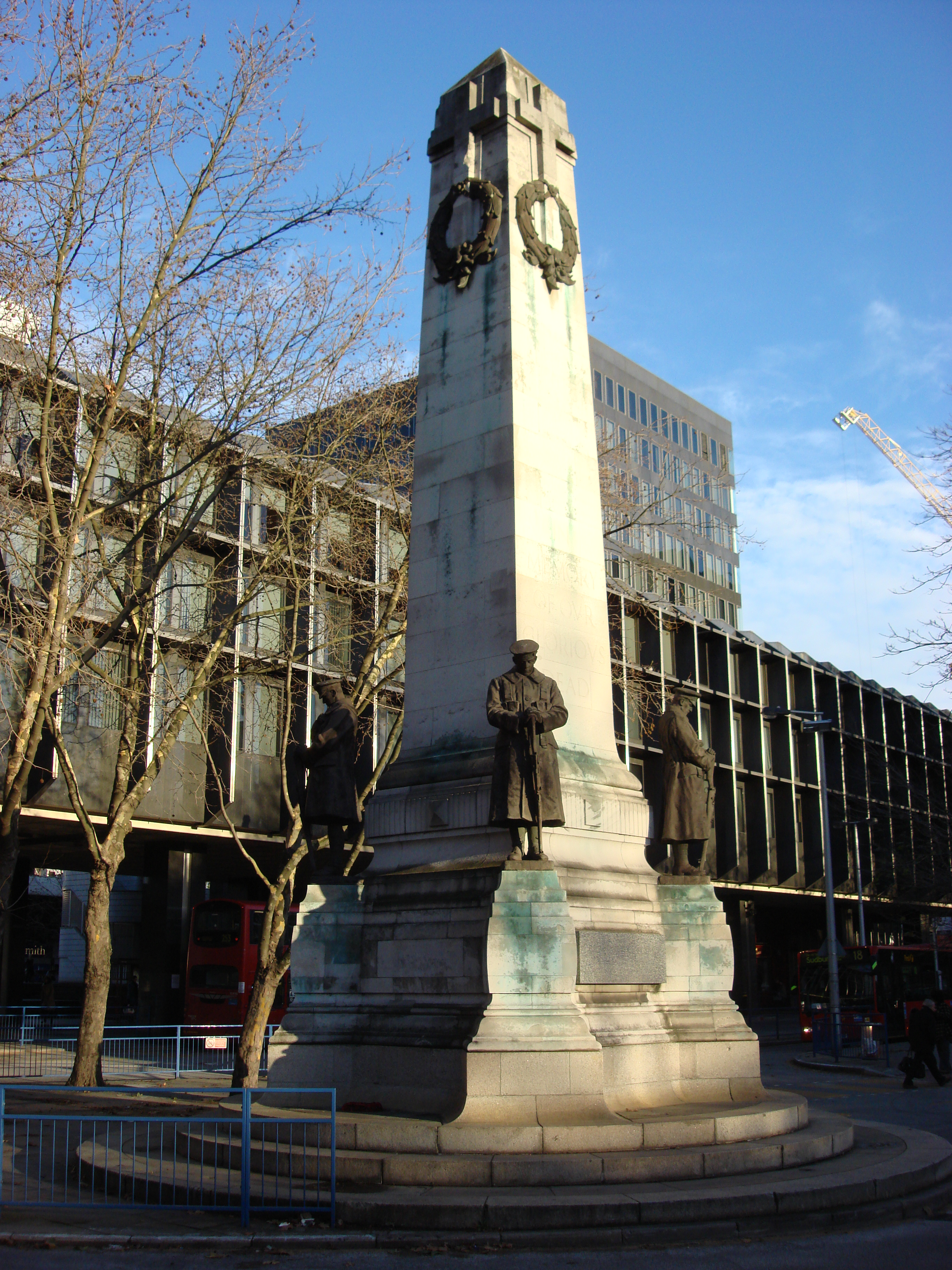
戦争記念碑

### 建築論争
ユーストン駅の寒々とした1960年代の建築様式はまったく評判が悪く、「忌まわしい」、「黒ずんだ灰色の水平の無」、「従来の印象的な建物に対する醜悪な冒涜」、「偉大なビクトリア時代の終着駅が旅客に与える特別な時や冒険心が全くなく、60年代の安っぽい魅惑をよく反映している」、そして「ロンドン中心部における最悪の終着駅、醜くい上に使いにくい」などと酷評された。
リチャード・モリソンはタイムズ紙で次のように語った：「60年代の低次元な建築水準を考慮しても、ユーストン駅はロンドンにおける最も醜悪なコンクリートの箱である。装飾がまったくなく、旅客に最大の苦悩をもたらす暗い影である。そのデザインは決して製図板から離れるべきものではなかった。人間性に敵意を抱き吸血鬼のように日光を嫌うアンドロイドの殺し屋によって薄汚れた紙袋の後ろに描かれた下手くそな走り書きという印象を与える。」
駅には障害者の通行が難しい箇所がある。コンコースからプラットフォームに下りる傾斜路は補助する人のいない車椅子には傾斜がきつ過ぎるし、地下鉄、タクシー乗り場、駐車場はすべて建物の中にあるが、車椅子は段差があるため通行できない。タクシー乗り場と駐車場へは建物正面にある階段でつながっている。
1962年の旧駅舎の取り壊しは「イギリスにおける第二次大戦後の最大の建築物破壊行為の1つ」と考えられ、最終的には保守党のハロルド・マクミラン（Harold Macmillan）首相によって認可されたと信じられている。
建物の保存を求める試みは、著名な桂冠詩人ジョン・ベチェマン（John Betjeman）を巻き込みビクトリア協会（The Victorian Society）の形成を導き現代的保存活動を先導した 。新しい列車庫の低い天井は、ロンドンの19世紀の列車庫の風通しのよい様式にまったく合わせようとしなかった。しかしこのユーストン駅での損失は、1966年に同じようにイギリス国鉄によって取り壊しが検討されたゴシック様式のセント・パンクラス駅を救うこととなった。ジョン・ベチェマンによる擁護と保存運動の再燃により同駅は生き残り、2007年には大陸への高速ルートの終着駅として再整備された。
ユーストン駅における駅舎の取り壊しは、1964年のニューヨーク・ペンシルベニア駅の取り壊しとよく比較される。これらの破壊は両都市の保護主義者に歴史的建築物の保存の重要性を強く認識させることとなった。

### 1973年のIRAによる爆弾テロ
1973年9月10日13時10分ごろ、スナック・バー近くでIRAの爆弾が爆発し、広範囲な、しかし表面的な損傷を受けた。ロンドン警視庁は3分前に警告を受けていたが、爆発前に完全に避難させることはできなかった。翌1974年、犯人であるかどうか大変疑わしいとする証拠があったにもかかわらず、精神疾患を持つジュディス・ウォード（Judith Ward）が、本事件と他の犯罪に関して有罪判決を受けた。彼女は1992年に完全無罪となったが、真犯人はいまだ捕まっていない。

### 民営化
1990年代の鉄道会社の民営化後、本駅はレールトラックに引き継がれ、その後ネットワーク・レールに移管された。2005年、ネットワーク・レールは駅の再開発に関する長期展望の報告を受けた。その内容は、1960年代の建物を取り除き、プラットフォームの上の「空中権」を使って新駅舎の容積率を高め、多くの商業スペースを設ける、というものだった。
2005年、ネットワーク・レールは、ユーストン駅の再開発の一環として、ロンドン地下鉄のユーストン・スクエア駅と接続する計画をアナウンスした。ユーストン・ロード沿いに徒歩5分の距離だけ離れている2駅が結ばれる。

### 2007年の駅舎再建のアナウンスメント
2007年4月5日、ブリティッシュ・ランドは、40年経った既存の建物を取り壊し新しいターミナルを再建築することをアナウンスした。このエリアの10億ポンドの再開発予算のうちの2億5000万ポンドをこの計画に支出する。この結果プラットフォーム数は現在の18から21に増える予定である 。メディアは2008年の年初、旧ユーストン・アーチを再建する絶好のチャンスが到来した、と報じた。

## 運行情報
4つの列車運行会社がユーストン駅を使用している。（本数は1時間あたり）
アヴァンティ・ウェスト・コースト - 急行ネットワークを運営
- 3本 バーミンガム・ニューストリート行き（シュルーズベリー、グラスゴー・セントラルまたはエディンバラ・ウェイヴァリーまで延長運転の列車あり）
- 3本 マンチェスター・ピカデリー行き
- 1本 リヴァプール・ライム・ストリート行き
- 1本 チェスター行き（ホーリーヘッド、バンゴールまたはレクサムまで延長運転の列車あり）
- 1本 グラスゴー・セントラル行き（ブラックプール、カーライル、ランカスターまたはプレストン行きの列車あり）
- ラッシュ時には追加運行あり

ロンドン・ノースウェスタン・レールウェイ - 長距離通勤サービスを運営
- 2本 トリング行き
- 1本 ミルトン・ キーンズ行き
- 3本 バーミンガム・ニューストリート行き（クルー、リバプールまたはルージリーまで延長運転の列車あり）
- 1本 クルー行き（ノーサンプトン、トレント・バレー経由）

ロンドン・オーバーグラウンド - 近距離通勤サービスを運営
- 3本 ワットフォード・ジャンクション駅およびノース・ウェスト・ロンドンの各駅行き

カレドニアン・スリーパー - 土曜を除く毎日、カレドニアン・スリーパーを運行
- ハイランド・スリーパー - アバディーン、フォート・ウィリアムおよびインヴァネス行き
- ロウランド・スリーパー - グラスゴー・セントラルおよびエディンバラ・ウェイバリー行き

## 隣の駅
ロンドン交通局
■ロンドン・オーバーグラウンド
ワットフォード線
サウス・ハムステッド駅 - ユーストン駅
ナショナル・レール
■カレドニアン・スリーパー
低地地方
ワットフォード・ジャンクション駅 - ユーストン駅
高地地方
南方面
クルー駅 - ユーストン駅
北方面
ユーストン駅 - ワットフォード・ジャンクション駅
■ロンドン・ノースウェスタン・レールウェイ
ロンドン - クルー
ミルトン・キーンズ・セントラル駅 - ユーストン駅
ウェスト・コースト本線
ハーロウ&ウィールドストーン駅、ワットフォード・ジャンクション駅またはレイトン・バザード駅 - ユーストン駅
■アヴァンティ・ウェスト・コースト
ウェスト・コースト本線
ロンドン - バーミンガム
ラグビー駅、ミルトン・キーンズ・セントラル駅またはワットフォード・ジャンクション駅 - ユーストン駅
ロンドン - グラスゴー
ウォリントン・バンク・キー駅 - ユーストン駅
ロンドン - チェスター/ホーリーヘッド
ミルトン・キーンズ・セントラル駅 - ユーストン駅
ロンドン - リヴァプール
ワットフォード・ジャンクション駅、ミルトン・キーンズ・セントラル駅またはスタッフォード駅 - ユーストン駅
ロンドン - マンチェスター
ワットフォード・ジャンクション駅またはストーク＝オン＝トレント駅 - ユーストン駅
ロンドン - バーミンガム - グラスゴー/エディンバラ
ミルトン・キーンズ・セントラル駅 - ユーストン駅
ロンドン - ブラックプール
ラグビー駅 - ユーストン駅

## ロンドン地下鉄
ユーストン駅はロンドン地下鉄のユーストン駅（ヴィクトリア線とノーザン線のバンク支線とチャリング・クロス支線）に直接つながっている。
ユーストン・スクエア駅（サークル線、ハマースミス&シティー線そしてメトロポリタン線）はユーストン・ロード沿いに徒歩3分の距離である。